# Orchideeëntuin Gerendal

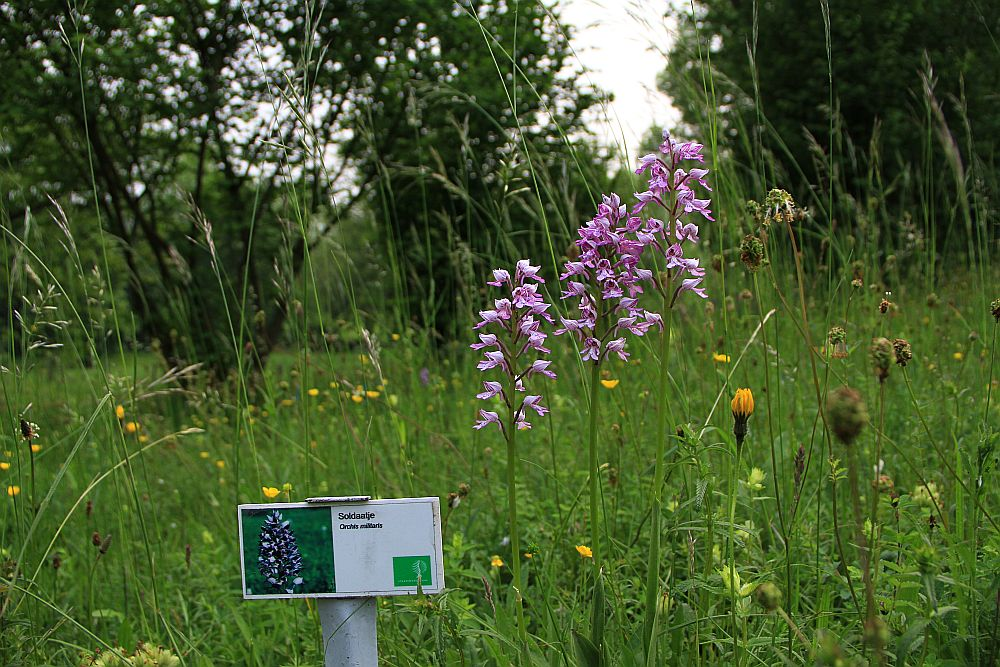
Soldaatje in de orchideeëntuin

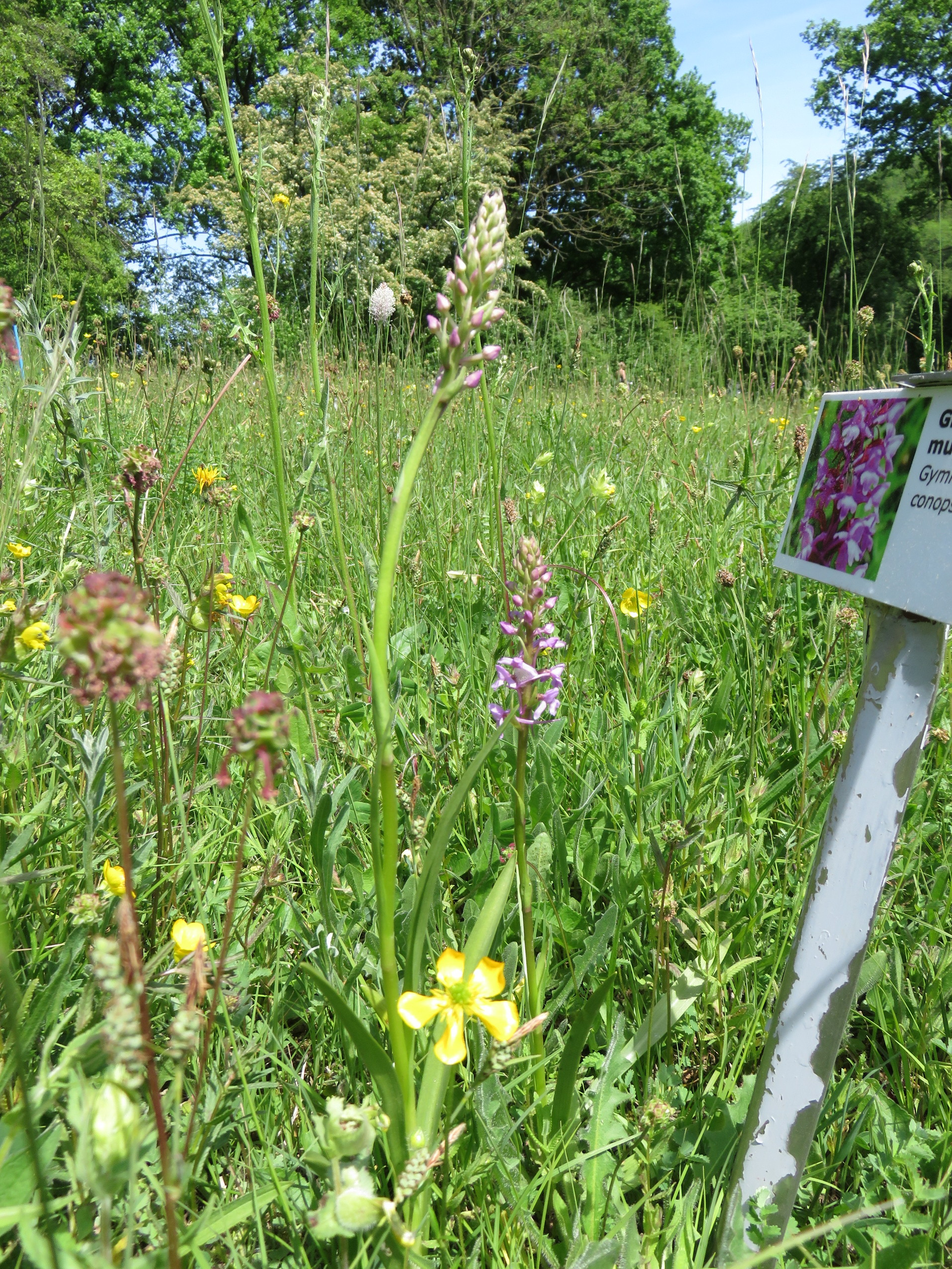
Grote muggenorchis in de orchideeëntuin

De Orchideeëntuin Gerendal is een gespecialiseerde heemtuin in de Nederlandse gemeente Valkenburg aan de Geul in Zuid-Limburg. De tuin ligt in het Gerendal tussen Oud-Valkenburg en Schin op Geul in het noorden en Scheulder in het zuiden op de westelijke helling van het droogdal in de overgang naar het Plateau van Margraten. Het Gerendal is een biologische hotspot waar meer dan 250 plantensoorten voorkomen.
De tuin met orchideeën wordt beheerd door Staatsbosbeheer en wordt jaarlijks zes weken lang - tijdens de bloeitijd van de orchideeën - opengesteld vanaf begin mei tot halverwege juni om toeristen en belangstellenden de gelegenheid te bieden orchideeënsoorten en andere planten van kalkgraslanden te leren kennen, zonder wegen en paden te verlaten.

## Het Gerendal
Het Gerendal is een droogdal dat uitloopt in het Geuldal. Het geheel van loofbossen, heggen, poelen, holle wegen, akkers, kalkgraslanden en hoogstamboomgaarden in dit dal vormt een prachtig voorbeeld van het authentieke Zuid-Limburgse cultuurlandschap. Het dal is asymmetrisch: de oostelijke helling is veel steiler dan de westelijke. De steile oostelijke helling is begroeid met bos, terwijl vooral op de westelijke helling de kalkgraslanden te vinden zijn. Sinds 1951 werd door Staatsbosbeheer in het Gerendal grond verworven, met het doel een natuurreservaat te stichten. Daaronder vielen bossen, maar ook een aantal van de botanisch uiterst interessante kalkgraslanden. De natuurgebieden zijn uiterst kwetsbaar en over het algemeen niet of beperkt toegankelijk voor publiek. 
Midden in het Gerendal is de orchideeëntuin aangelegd op zo'n stuk kalkgrasland. Daar is het publiek welkom om de flora van de kalkgraslanden, in het bijzonder de orchideeën, van dichtbij te bekijken en te fotograferen.

## Geschiedenis
In 1958 werd de orchideeëntuin aangelegd door bosbouwtechnisch ingenieur Dr. ir. W.H. Diemont, houtvester bij Staatsbosbeheer,  met als doel om bijzondere plantensoorten te beschermen door ze hier op de grashelling aan te planten. In 1958 begon hij op een terrein aan de rand van een stuk bos op de westelijke helling te experimenteren. Hier lag een sterk bemest grasland. Bemesting werd gestaakt. Beweiding met schapen ingevoerd. Er was sprake van een zeer langzame regeneratie van de flora van het kalkgrasland. Om dit proces te bespoedigen werd de bodem bewerkt. Op een stukje grond van 0,19 ha. werden 26 kwadranten van 1,5×1,5 m tot 30 of 35 cm diep omgespit, nadat eerst de graszoden waren verwijderd. Daarbij werd het aanwezige kalksteen gemengd met de lössrijke leem.
Erbovenop werd een laagje verse humus uit het bos aangebracht. 
In juni en juli 1958 werden in deze kwadranten 21 verschillende soorten orchideeën aangeplant, ofwel met kluiten die uitgestoken waren op natuurlijke standplaatsen, of met knollen uit de handel.
Daarbij lag de nadruk op die soorten die in het Gerendal van nature voorkwamen: purperorchis (Orchis purpurea), soldaatje (Orchis militaris), mannetjesorchis (Orchis mascula), vliegenorchis (Ophrys insectifera), bleek bosvogeltje (Cephalanthera damasonium), grote muggenorchis (Gymnadenia conopsea), grote keverorchis (Listera ovata) en brede wespenorchis (Epipactis helleborine). Maar er werden ook soorten aangeplant, die in de ruimere omgeving voorkwamen en enkele soorten die kort daarvoor uit Zuid-Limburg verdwenen waren: harlekijn (Orchis morio), bosorchis (Dactylorhiza fuchsii), bijenorchis (Ophrys apifera), groene nachtorchis (Coeloglossum viride), poppenorchis (Aceras anthropophorum), welriekende nachtorchis (Platanthera bifolia), bergnachtorchis (Platanthera chlorantha), aangebrande orchis (Orchis ustulata), aapjesorchis (Orchis simia), hondskruid (Anacamptis pyramidalis), hommelorchis (Ophrys fuciflora), bokkenorchis (Himantoglossum hircinum) en bruinrode wespenorchis (Epipactis atrorubens). Van alle soorten is in de daaropvolgende tien jaren nauwkeurig bijgehouden hoe ze zich ontwikkelden.
De tuin werd opengesteld voor het publiek. 
In de jaren hierna werd de tuin met 0,20 hectare uitgebreid.
In 1969 evalueerde men de ontwikkelingen van het project en men ontdekte dat verschillende soorten orchideeën zich hadden vermeerderd en dat er ook hybride soorten ontstaan waren.

## Flora
In de tuin zijn tientallen lokale orchideeënsoorten uit diverse gebieden samengebracht en in bloemrijk kalkgrasland aangeplant dat is gelegen op een helling. De soorten die hier voorkomen zijn onder andere de Grote muggenorchis, de Mannetjesorchis, de Grote keverorchis en de Gevlekte orchis.
Anno 2015 komen de volgende orchideeënsoorten voor in de tuin:
- Aapjesorchis (Orchis simia)
- Bergnachtorchis (Platanthera chlorantha)
- Bosorchis (Dactylorhiza fuchsii)
- Brede wespenorchis (Epipactis helleborine subsp. helleborine)
- Groene nachtorchis (Coeloglossum viride)
- Grote keverorchis (Neottia ovata)
- Hondskruid (Anacamptis pyramidalis)
- Mannetjesorchis (Orchis mascula)
- Poppenorchis (Orchis anthropophora)
- Purperorchis (Orchis purpurea)
- Soldaatje (Orchis militaris)
- Welriekende nachtorchis (Platanthera bifolia)

Kruisingen die in de tuin zijn ontstaan:
- Hybride Aapjesorchis en Soldaatje (Orchis x beyrichii)
- Hybride Nachtorchis (Platanthera x hybrida)
- Hybride Poppenorchis en Soldaatje (Orchis x spuria)
- Hybride Purperorchis en Soldaatje (Orchis x hybrida)

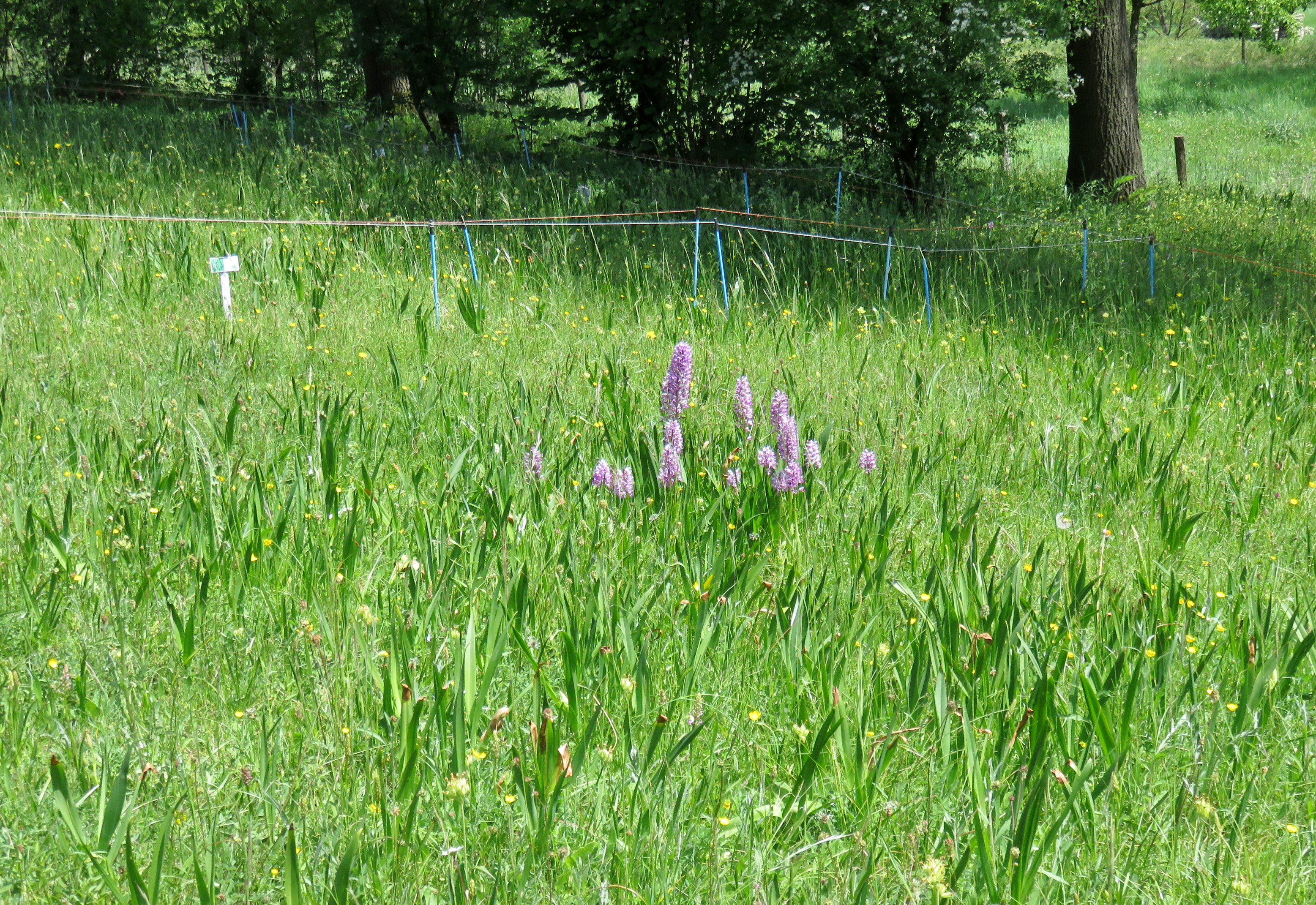
Purperorchis in de orchideeëntuin
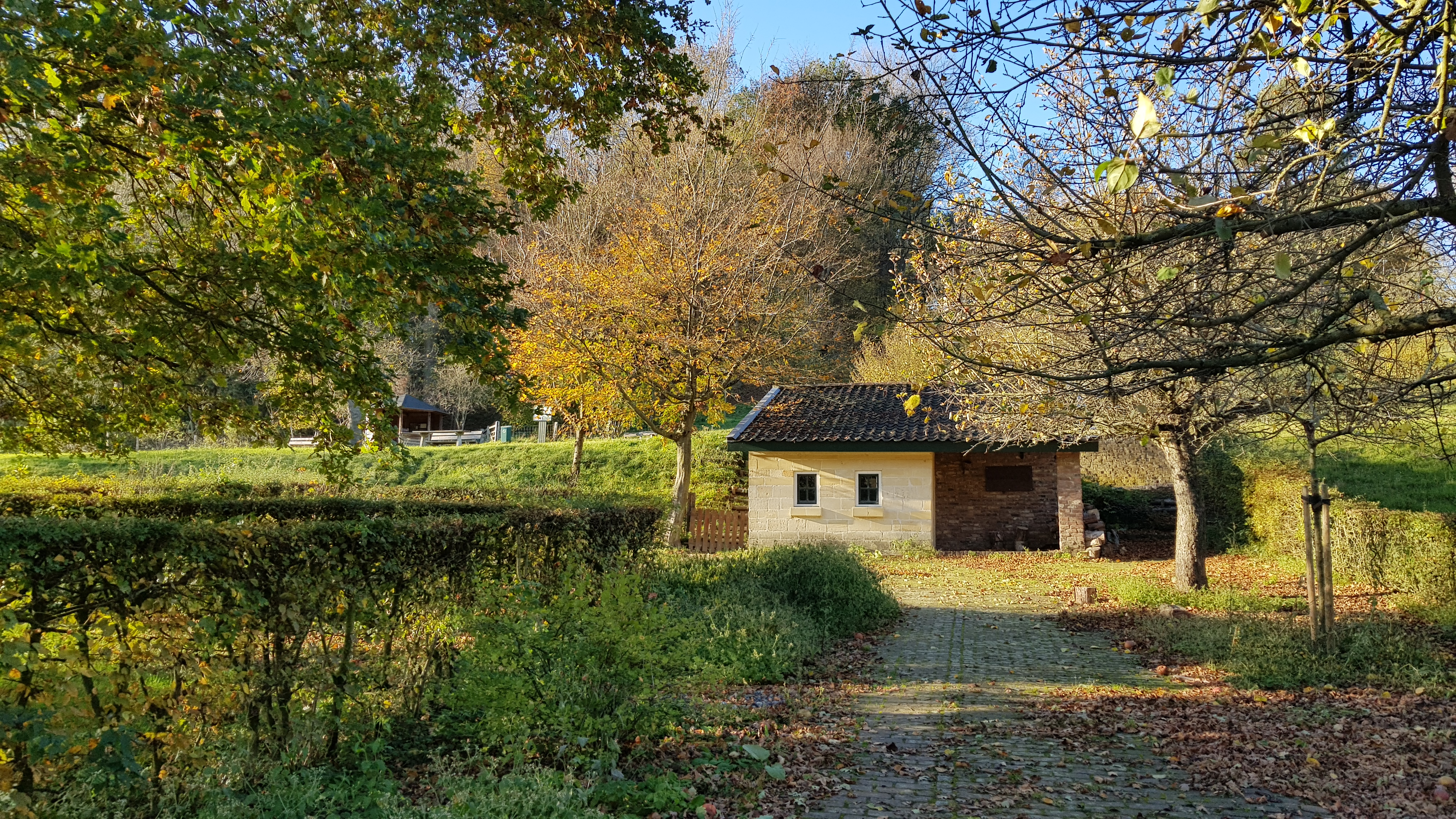
Ingang van de orchideeëntuin
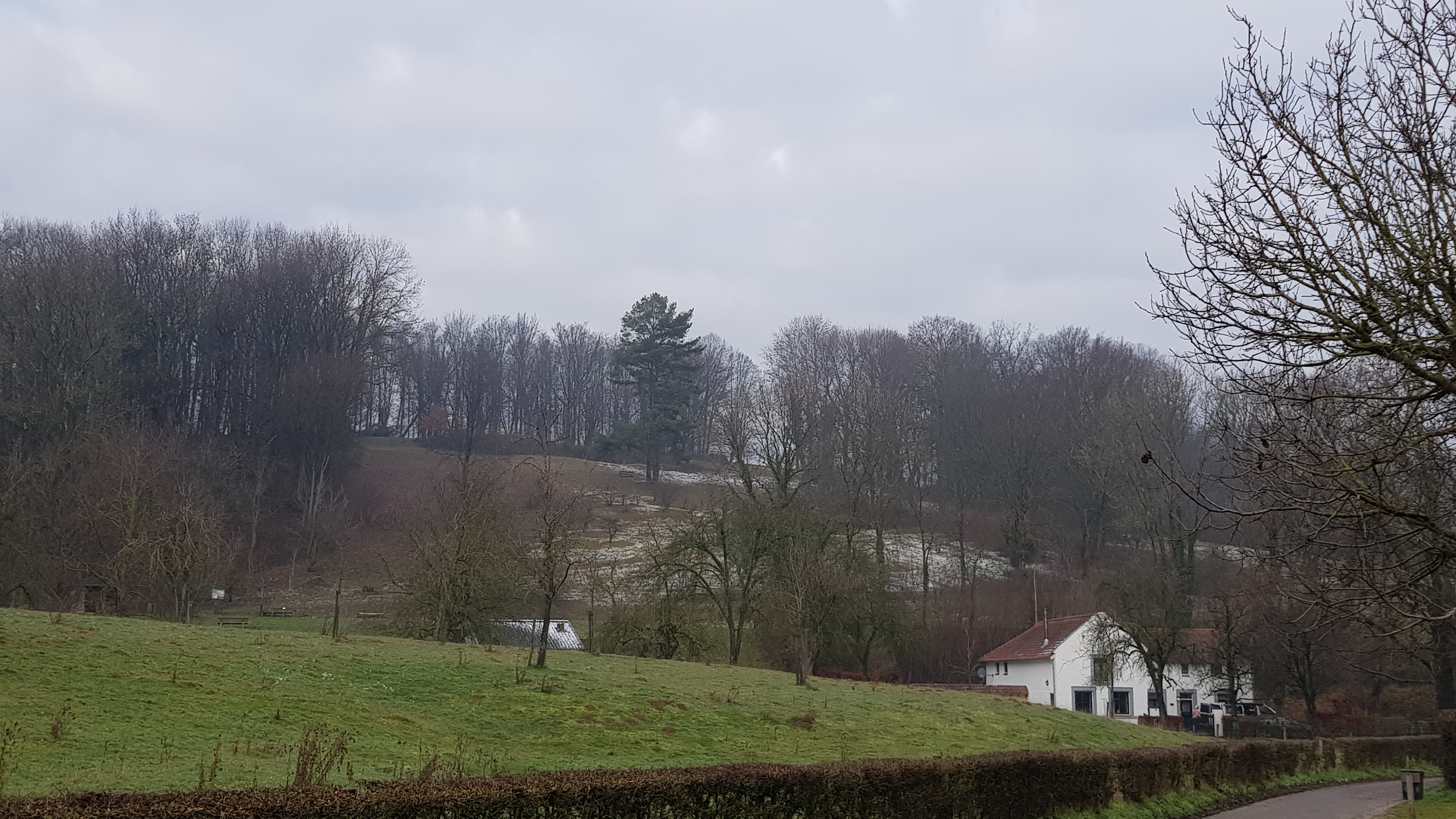
De orchideeëntuin in de winter